# William Martínez
William Pablo Martínez (ur. 13 stycznia 1928, zm. 28 grudnia 1997) – piłkarz urugwajski, obrońca, libero. Wzrost 192 cm. Waga 91 kg.

## Kariera klubowa
Martínez pierwsze kroki stawiał w młodzieżowej drużynie Sportivo Alba de Victoria. W 1942, w wieku 15 lat, podpisał kontrakt z Club Nacional de Football. Przez 5 lat grał w różnego szczebla zespołach młodzieżowych Nacionalu, po czym w 1947 przeniósł się do Racing Montevideo. Rok później stał się zawodnikiem Rampla Juniors, w którym rozegrał 7 sezonów, zanim w 1955 przeszedł do CA Peñarol.
Okres gry w Peñarolu obfitował w największą liczbę sukcesów – w latach 1958–1962 zdobył z klubem 5 tytułów mistrza Urugwaju z rzędu, dwukrotnie zdobył Copa Libertadores (w 1960 i 1961), a w 1961 Puchar Interkontynentalny. W latach 1958–1961 cztery razy z rzędu wygrał z klubem Copa Uruguay.
W 1963 Martínez wrócił do Rampla Juniors. W 1967 wyjechał do Kolumbii, gdzie przez rok grał w klubie Atlético Junior, skąd znów wrócił do Rampla Juniors.
W ostatnich latach swej kariery pracował jako grający trener w klubach Fénix Montevideo oraz Central Español Montevideo. Wycofał się z czynnego uprawiania futbolu w 1970, w wieku 42 lat, koncentrując się na pracy trenerskiej. Pracował m.in. w Chile.

## Kariera reprezentacyjna
Z reprezentacją Urugwaju pojechał do Brazylii na mistrzostwa świata w 1950, jednak nie wystąpił w żadnym meczu. Na kolejnych mistrzostwach w 1954 wystąpił już w pięciu meczach – z Czechosłowacją, Szkocją, Anglią, Węgrami (jako kapitan) i Austrią. Pojechał także na mistrzostwa w 1962, jednak tak jak w 1950, nie zagrał w żadnym spotkaniu.
Martínez czterokrotnie brał udział w mistrzostwach Ameryki Południowej, zwanych Copa América. W zorganizowanym w Peru turnieju Copa América 1953 (3. miejsce) zagrał we wszystkich 6 meczach – z Boliwią, Chile, Paragwajem, Brazylią, Ekwadorem oraz z Peru. Następnie w Chile w Copa América 1955 (4. miejsce) zagrał tylko w 3 spotkaniach – z Paragwajem, Chile i z Ekwadorem. Następny turniej Copa América 1956 zorganizowany został w Urugwaju. Martínez wraz z reprezentacją Urugwaju sięgnął tutaj po tytuł mistrza Ameryki Południowej. W mistrzowskim turnieju wystąpił we wszystkich 5 meczach – z Paragwajem, Peru, Chile, Brazylią i Argentyną. W kolejnym turnieju Copa América 1957 nie wziął udziału. W organizowanym w Argentynie Copa América 1959 (6. miejsce) zagrał we wszystkich 6 meczach – z Boliwią, Peru, Paragwajem, Brazylią, Argentyną i Chile. Nie wziął jednak udziału w ekwadorskim Copa América 1959.
Od 7 kwietnia 1950 do 30 maja 1965 rozegrał w barwach narodowych 54 mecze, zdobywając 2 bramki. Przez długi czas był rekordzistą pod względem liczby meczów w reprezentacji Urugwaju. Po Vareli przejął funkcję kapitana reprezentacji. Uważany był za znakomitego piłkarza, a jego sylwetka budziła powszechny podziw. Posiadał najdłuższą stopę w historii mistrzostw świata – 33 cm.